# Peinture féerique
La peinture féerique est un genre de peinture (ou d'illustration) qui met en vedette des fées ou des scènes de contes, souvent avec une grande attention portée aux détails. Elle est le plus souvent associée à la période victorienne britannique, mais a connu un renouveau moderne. Ce genre de peinture était perçu comme un appui visuel qui favorisait, chez les victoriens, l'évasion dans l'imaginaire.

## Origines et influences

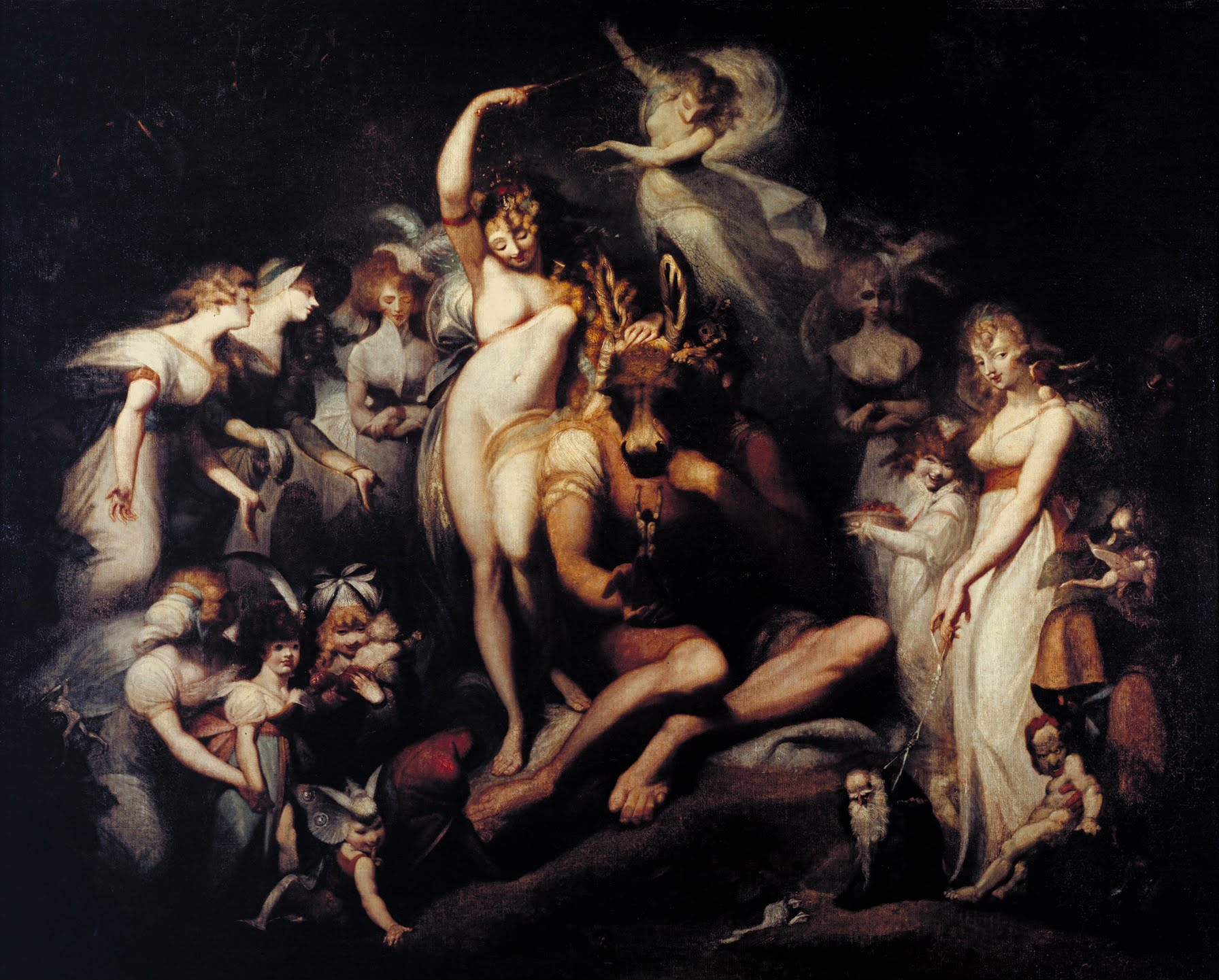
Titania and Bottom. Peinture à l'huile de Henry Fuseli vers 1790.

Malgré son apparence capricieuse, la peinture féerique est solidement ancrée dans le romantisme, ainsi que dans la littérature et le théâtre de la culture victorienne. Les œuvres qui ont le plus influencé le genre sont Le Songe d'une nuit d'été (A Midsummer Night's Dream) et La Tempête (The Tempest) de William Shakespeare. D'autres pièces, telles The Faerie Queene d'Edmund Spenser et La Boucle de cheveux enlevée (The Rape of the Lock) d'Alexander Pope, ont aussi été citées. Des innovations dans les techniques de mise en scène ont favorisé l'émergence de ce genre théâtral, en effet l'éclairage au gaz et des améliorations au niveau des coulisses ont permis de créer de meilleurs effets spéciaux. Décrit par Douglas William Jerrold comme « une création féerique qui ne peut être jouée que par des fées, », plusieurs adaptations de A Midsummer Night's Dream ont été jouées. En 1863 par exemple, Ellen Terry a personnifié Titania chevauchant un champignon mécanique.
Des changements culturels ont aussi durablement influencé cette époque. La progression de l'industrialisation mettait fin à de longues traditions et les avancées rapides dans les sciences et les technologies, particulièrement l'invention de la photographie, ont provoqué de la confusion et de l'inconfort chez certaines personnes. Selon Jeremy Maas, l'intérêt envers la mythologie et le fantastique, en particulier la fantasy, a permis à ces gens de s'évader, d'échapper à leur vie réelle. 

« Aucun autre genre de peinture ne concentre autant d'éléments contradictoires de la psyche victorienne : (1) le désir de fuir la dure réalité quotidienne, (2) les nouvelles attitudes envers la sexualité, stigmatisée par les dogmes religieux, (3) la passion de l'invisible, (4) la naissance de l'analyse psychologique et (5) le dégoût inconscient contre la précision d'une nouvelle invention, la photographie,. »

 La signification de la peinture féerique en tant que réaction aux changements culturels n'est cependant pas universellement admise. Selon Andrew Stuttaford, « ces peintures, ultimement, étaient seulement des objets d'amusement ».

## Peinture féerique victorienne

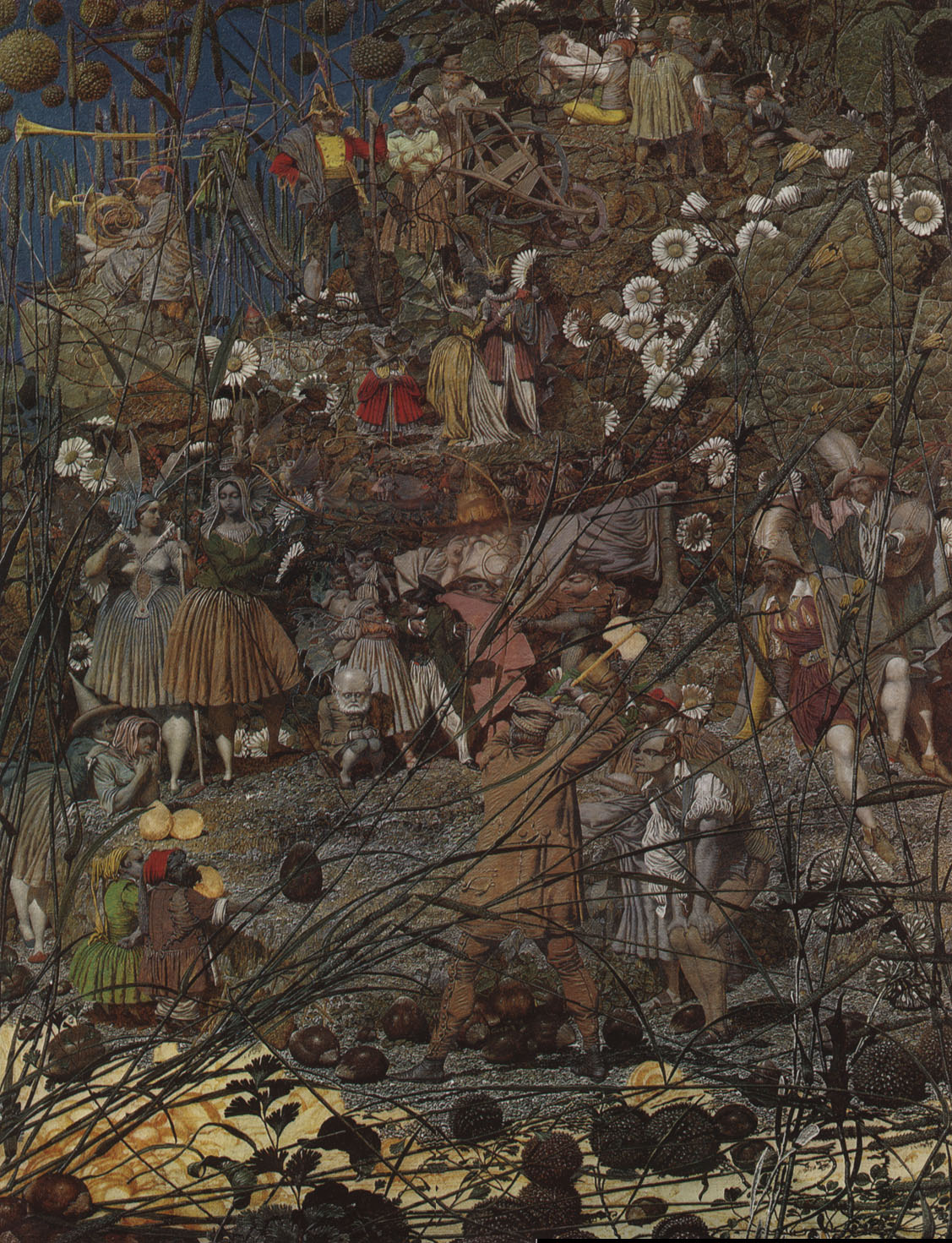
The Fairy Feller's Master-Stroke par Richard Dadd, huile sur toile, 67 cm × 52,5 cm, 1855-64, Tate Gallery.

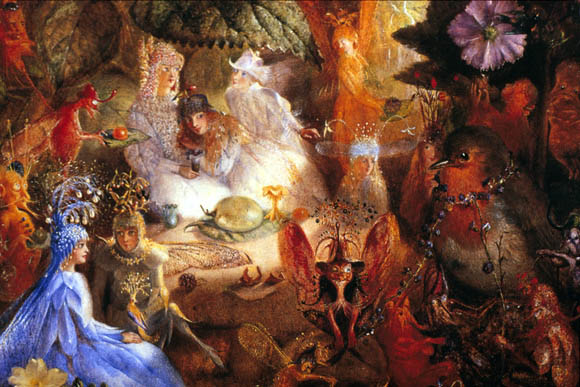
The Captive Robin. Peinture de John Anster Fitzgerald vers 1864.

Les premiers artistes qui ont contribué à créer le genre sont publiés avant le romantisme et la période victorienne. Henry Fuseli et William Blake, avant 1800, ont créé des œuvres qui annoncent le genre. Cependant, l'artiste le plus représentatif du genre est Richard Dadd, lequel a produit l'essentiel de son œuvre alors qu'il est interné au Bethlem Royal Hospital pour le meurtre de son père. Malgré sa renommée négative, ses sujets et son style remarquablement détaillé sont généralement bien accueillis, l'un de ses critiques affirmant que son travail est « idéalement exquis, ». Son chef-d'œuvre, The Fairy Feller's Master-Stroke, est accompagné d'un long poème qui dépeint le contexte historique, littéraire et mythologique de chacun des personnages peints.
La peinture féerique n'est pas l'apanage des artistes marginaux. John Anster Fitzgerald a aussi exploré le genre alors qu'il est à la Royal Academy à Londres. Son travail, une série d'illustrations sur le thème de noël, obtient une grande couverture médiatique grâce à des publications d’Illustrated London News. L'artiste écossais Joseph Noel Paton a exposé deux immenses toiles qui reprennent les thèmes féeriques de A Midsummer Night's Dream. Edwin Landseer, surnommé l'« artiste favorite de la reine Victoria », a réalisé une peinture de Titania et de Bottom selon les canons du genre.
Le genre a aussi influencé la fraternité préraphaéliste. Le cofondateur John Everett Millais a réalisé une série de peintures en s'inspirant de la pièce The Tempest, sa dernière œuvre étant Ferdinand Lured by Ariel en 1849. Dante Gabriel Rossetti, un autre membre de la fraternité originale, a pris une approche plus sensuelle tant en peinture que dans la poésie. D'autres artistes impliqués dans le mouvement, tels Arthur Hughes et William Bell Scott, ont aussi contribué au genre.
L'intérêt pour les fées a connu un renouveau avec les fées de Cottingley, mais le déclin du romantisme et la venue de la Première Guerre mondiale ont réduit l'intérêt populaire envers le genre sous la forme popularisé pendant la période victorienne. Les contes de fées, illustrés, de Arthur Rackham sont considérés comme son « dernier bouquet ».

## Renouveau moderne
Le fantasy a connu un renouveau depuis les années 1970, les sujets et les styles de l'époque victorienne étant exploités de façon originale. Stephanie Pui-Mun Law a réalisé des illustrations pour des livres et des jeux de rôle, alors que Brian Froud, connu pour une série d'illustrations de contes de fées, a vu son travail servir de matériau pour des films d'animation, dont Dark Crystal et Labyrinthe. Un livre de 2003, The Art of Faery, rédigé par David Riche avec l'aide de Froud, a contribué à lancer la carrière d'une vingtaine d'artistes « féeriques », dont Amy Brown, Myrea Pettit, Jasmine Becket-Griffith, Philippe Fernandez, James Browne et Jessica Galbreth, plusieurs ayant rédigé en solo des livres. Le thème des fées a aussi été exploité par d'autres médiums, dont les vêtements, les céramiques, les figurines, les travaux à l'aiguille, l'art figuratif, les courtepointes. Des foires sur la Renaissance et la science-fiction offrent aussi des objets féeriques à collectionner.

### Traductions de
1. ↑  (en) « a fairy creation that could only be acted by fairies »
2. ↑  (en) « No other type of painting concentrates so many of the opposing elements of the Victorian psyche: the desire to escape the drear hardships of daily existence; the stirrings of new attitudes toward sex, stifled by religious dogma; a passion for the unseen; the birth of psychoanalysis; the latent revulsion against the exactitude of the new invention of photography »
3. ↑  (en) « exquisitely ideal »
4. ↑  (en) « final flowering »